# Moritz Wagner (basket-ball)
Pour les articles homonymes, voir Moritz Wagner et Wagner.
Victor Moritz Wagner, né le 26 avril 1997 à Berlin, est un joueur allemand de basket-ball évoluant au poste de pivot voire d'ailier fort. Il mesure 2,10 m.

## Biographie

### Carrière universitaire
Après être passé par l'ALBA Berlin, il rejoint l'équipe universitaire des Wolverines du Michigan en 2015. Lors de la March Madness 2018, Michigan et Moritz Wagner se rendent en finale universitaire face aux Wildcats de Villanova, mais s'inclinent (défaite 79-62).

### Carrière professionnelle

#### Lakers de Los Angeles (2018-2019)
Le 21 juin 2018, il est sélectionné en 25e position de la draft 2018 de la NBA par les Lakers de Los Angeles.
Entre le 26 octobre 2018 et le 13 janvier 2019, il est envoyé plusieurs fois en G-League chez les Lakers de South Bay.

#### Wizards de Washington (2019-mars 2021)
Le 27 juin 2019, il est envoyé aux Wizards de Washington.
Le 25 mars 2021, Moritz Wagner est échangé vers les Bulls de Chicago avec Troy Brown Jr. contre Daniel Gafford et Chandler Hutchison.

#### Celtic de Boston (mars-avril 2021)
Le même jour, les Bulls l'envoient aux Celtics de Boston.
Le 17 avril 2021, Wagner est licencié par les Celtics pour libérer une place pour Jabari Parker.

#### Magic d'Orlando (depuis avril 2021)
En avril 2021, il s'engage jusqu'à la fin de la saison avec le Magic d'Orlando où il rejoint son frère Franz.

## Statistiques

### Universitaires
| Saison    | Équipe   | Matchs | Titul. | Min./m | % Tir | % 3pts | % LF | Rbds/m. | Pass/m. | Int/m. | Ctr/m. | Pts/m. |
| --------- | -------- | ------ | ------ | ------ | ----- | ------ | ---- | ------- | ------- | ------ | ------ | ------ |
| 2015-2016 | Michigan | 30     | 0      | 8,6    | 60,7  | 16,7   | 55,6 | 1,60    | 0,13    | 0,20   | 0,20   | 2,87   |
| 2016-2017 | Michigan | 38     | 38     | 23,9   | 56,0  | 39,5   | 72,6 | 4,16    | 0,53    | 1,03   | 0,37   | 12,05  |
| 2017-2018 | Michigan | 39     | 39     | 27,6   | 52,8  | 39,4   | 69,4 | 7,13    | 0,85    | 0,97   | 0,51   | 14,62  |
| Carrière  | Carrière | 107    | 77     | 21,0   | 54,7  | 38,5   | 69,8 | 4,52    | 0,53    | 0,78   | 0,37   | 10,41  |

### Professionnelles

#### Saison régulière
| Saison    | Équipe      | Matchs | Titul. | Min./m | % Tir | % 3pts | % LF | Rbds/m. | Pass/m. | Int/m. | Ctr/m. | Pts/m. |
| --------- | ----------- | ------ | ------ | ------ | ----- | ------ | ---- | ------- | ------- | ------ | ------ | ------ |
| 2018-2019 | L.A. Lakers | 43     | 5      | 10,4   | 41,5  | 28,6   | 81,1 | 1,98    | 0,56    | 0,26   | 0,30   | 4,81   |
| 2019-2020 | Washington  | 45     | 5      | 18,6   | 54,5  | 31,2   | 82,1 | 4,87    | 1,24    | 0,62   | 0,42   | 8,73   |
| 2020-2021 | Washington  | 25     | 13     | 15,0   | 50,8  | 31,0   | 78,8 | 2,92    | 1,28    | 0,88   | 0,32   | 7,12   |
| 2020-2021 | Boston      | 9      | 1      | 6,8    | 28,6  | 33,3   | 50,0 | 2,11    | 0,67    | 0,00   | 0,11   | 1,22   |
| 2020-2021 | Orlando     | 11     | 10     | 26,0   | 40,9  | 37,2   | 87,9 | 4,91    | 1,09    | 0,36   | 0,82   | 11,00  |
| 2021-2022 | Orlando     | 63     | 3      | 15,2   | 49,7  | 32,8   | 80,6 | 3,68    | 1,38    | 0,32   | 0,21   | 8,95   |
| Carrière  | Carrière    | 196    | 37     | 15,1   | 48,7  | 32,1   | 81,3 | 3,48    | 1,11    | 0,43   | 0,32   | 7,52   |

## Palmarès

### Universitaire
- Finaliste du Final Four de la March Madness en 2018.

### Équipe nationale
- Médaille d'or lors du Championnat d'Europe de basket-ball masculin des 18 ans et moins en 2014.
- Médaille d'or à la Coupe du monde 2023

## Distinctions personnelles
- MVP du Big Ten Tournament en 2018.
- Second-team All-Big Ten en 2018.